# Igreja Matriz de Nossa Senhora da Alva
A Igreja Matriz de Nossa Senhora da Alva, também conhecida como Igreja Paroquial ou Igreja Matriz de Aljezur, é um monumento religioso na vila de Aljezur, na região do Algarve, em Portugal. Foi inaugurada em 1809, para substituir a antiga Antiga Igreja Matriz, destruída pelo Sismo de 1755.

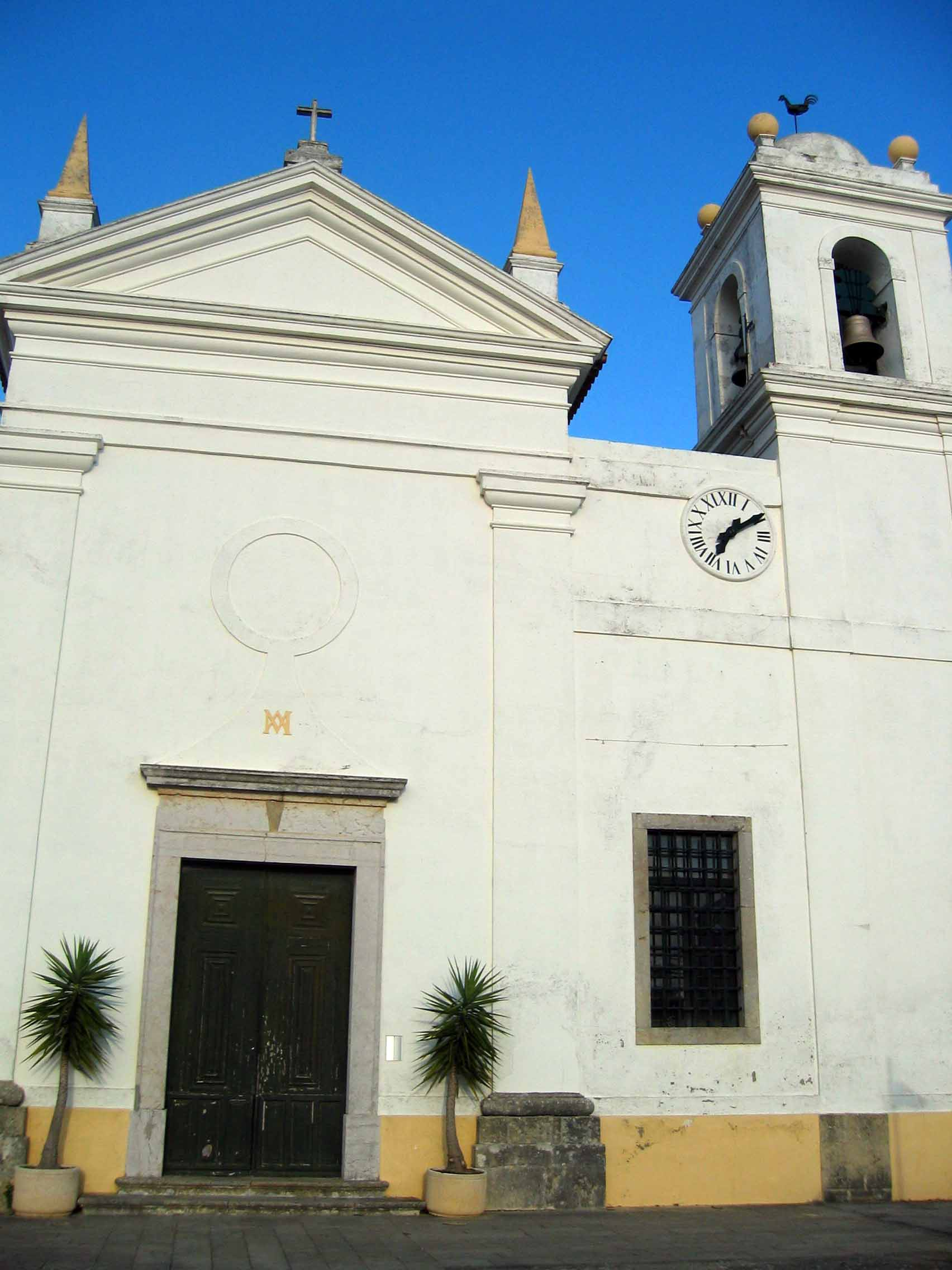
Vista da entrada principal e da torre sineira da igreja, em 2008.

## Descrição
Este imóvel situa-se no centro de Aljezur, confrontando com a Rua da Igreja e o Largo Primeiro de Maio. Integra-se predominantemente no estilo neoclássico.
A igreja é dedicada a Nossa Senhora da Alva, uma invocação mariana que é considerada a padroeira de Aljezur, e que está ligada a uma lenda, segundo a qual o Castelo de Aljezur teria sido conquistado aos mouros durante o amanhecer, ao romper da alva.
O interior está organizado de forma semelhante à de uma pequena catedral, com três naves, transepto e uma capela-mor absidal, ladeada por duas capelas colaterais de planta rectangular, e por capelas laterais que também possuem uma ábside. A cobertura da nave central está decorada com uma estrela, suportada por uma coroa circular em tons dourados, com a inscrição Stella Matutina. O retábulo do altar-mor, com talha dourada no estilo neoclássico, terá sido fabricado pelo mestre José da Costa, de Faro, e instalado entre 1808 e 1809, apresentando várias semelhanças com o da Igreja de São Luís, situada naquela cidade algarvia. Possui um frontão triangular com uma imagem barroca de Nossa Senhora da Alva, esculpida em madeira pintada e dourada, e com o Menino Jesus ao colo. Esta imagem terá sido benzida pelo bispo D. Francisco Gomes de Avelar alguns dias antes da igreja ter sido sagrada. É ladeada por duas estátuas do século XVII. As capelas laterais possuem retábulos dos séculos XVII e XVIII. No seu interior destaca-se igualmente uma pia baptismal, no estilo Manuelino.
A igreja está associada à Lenda das Santas Cabeças, segundo a qual duas caveiras, colocadas numa caixa no interior do edifício, pertenceram a dois lavradores da zona de Aljezur, João Galego e o seu filho Pedro, que viveram durante o reinado de D. Manuel, e que tinham poderes milagrosos de curar os doentes. Depois de mortos, as suas caveiras terão continuado a ter poderes curativos, pelo que durante muitos anos a igreja foi o local de romagem para enfermos, especialmente aqueles que tinham sido mordidos por cães e outros animais, problemas cardíacos, e dores de cabeça e de dentes.

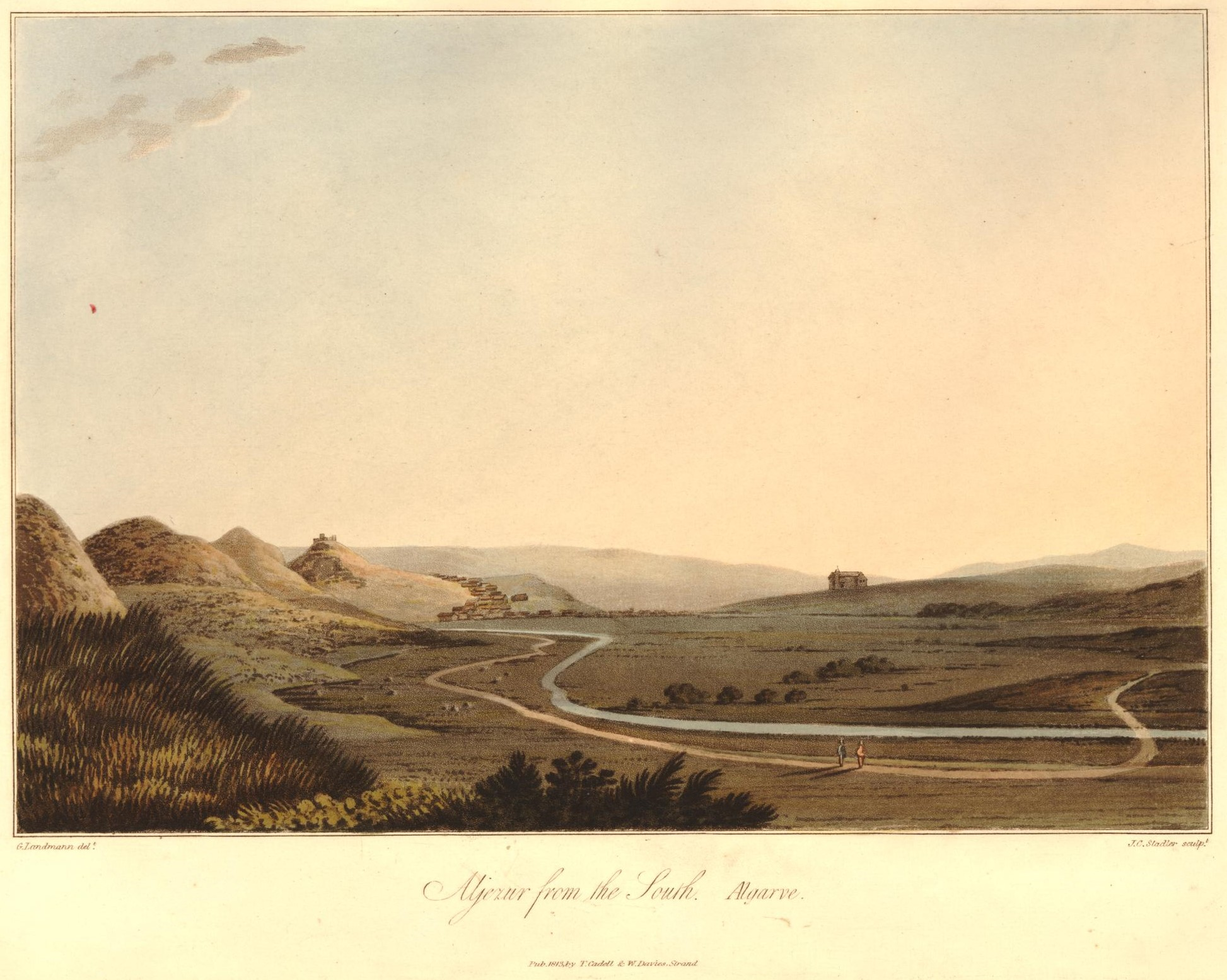
Gravura de Aljezur, publicada em 1813 por George Landmann. No lado direito encontra-se a nova Igreja Matriz, inaugurada em 1809, que ainda estava isolada em relação ao casario da vila.

## História

### Antecedentes
O local onde se situa a igreja foi ocupado desde a pré-história, tendo sido encontrados vestígios do neolítico e calcolítico junto à porta lateral do edifício, e no Largo Primeiro de Maio.

### Construção
A igreja foi construída por ordem do Bispo do Algarve, D. Francisco Gomes do Avelar, que pretendia criar um novo núcleo urbano num local mais plano e sadio, uma vez que a antiga vila tinha sido quase totalmente destruída pelo Sismo de 1755. Para a localização do novo centro urbano escolheu o Sítio da Barrada, que era considerado um ponto arejado, seguro e saudável. O novo templo iria substituir a antiga igreja paroquial do século XIII, que ficou em ruínas devido ao sismo. Porém, a população resistiu à relocalização do centro de Aljezur, pelo que só nos finais do século é que se começou a desenvolver o novo pólo habitacional, que ficou conhecido como Igreja Nova. A cerimónia de lançamento da primeira pedra do edifício teve lugar em 21 de Setembro de 1795, por D. Gomes do Avelar, que também foi responsável pelos esboços para as fundações e os volumes da futura igreja. A igreja foi planeada pelo arquitecto italiano Francisco Xavier Fabri. A igreja foi oficialmente inaugurada em Setembro de 1809, com uma cerimónia de sagração que contou com a presença de D. Gomes do Avelar. O retábulo-mor da igreja foi elaborado ainda nesse ano. No seu interior foram preservadas imagens originárias de outros templos em Aljezur que foram destruídos pelo Sismo de 1755, como uma de São Sebastião, que veio da ermida com o mesmo nome, de Santa Luzia, que fazia parte da antiga Igreja Matriz, e outra de Santo António, que estava na Igreja com o mesmo nome.

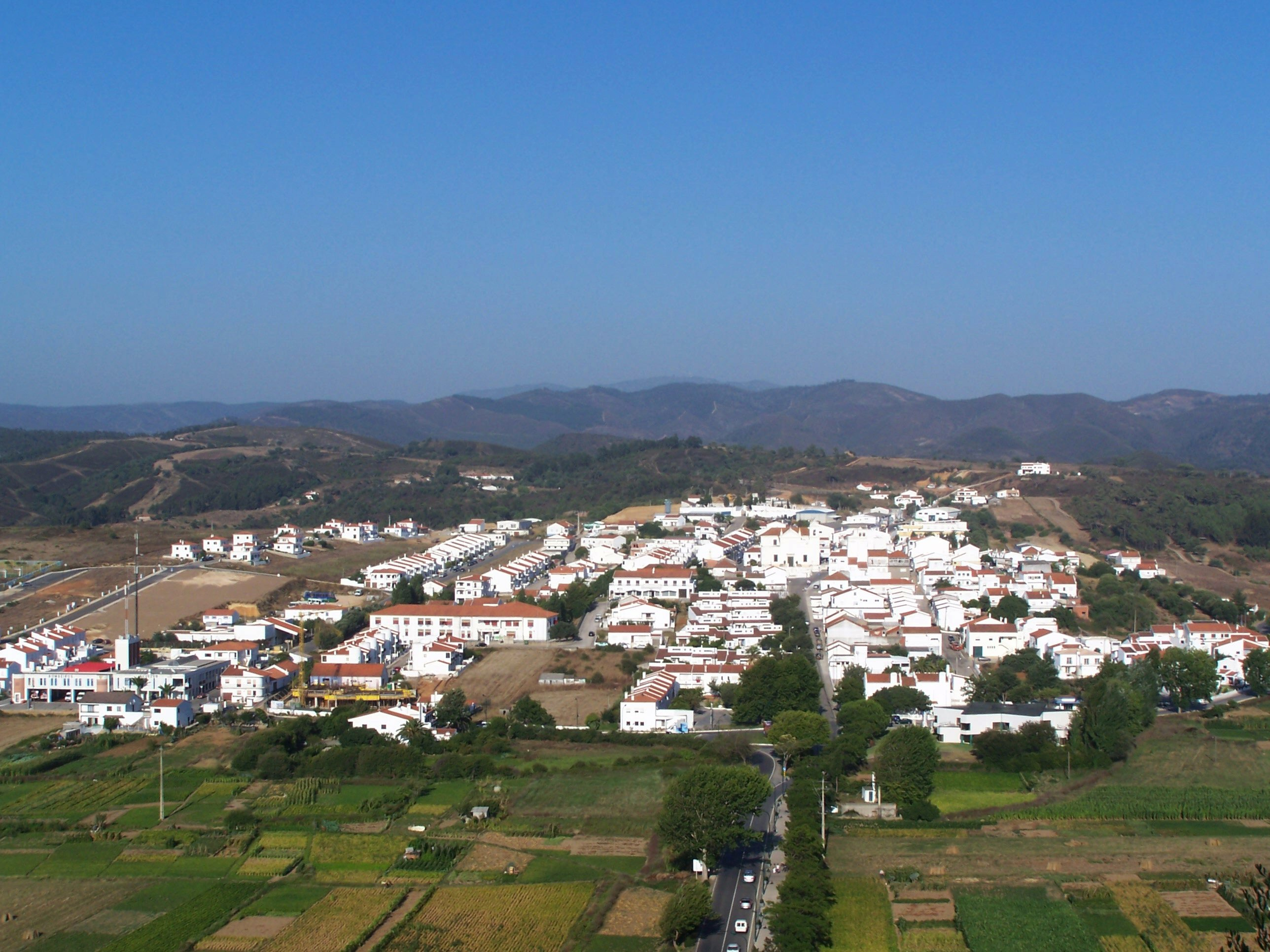
Vista do novo núcleo urbano de Aljezur, centrado na Igreja Matriz de Senhora da Alva.

### Séculos XX e XXI
Em 9 de Julho de 1943 ocorreu uma batalha aérea perto de Aljezur, durante a qual foi abatido um avião alemão, provocando a morte aos sete tripulantes. As cerimónias fúnebres foram realizadas na Igreja Matriz, com a presença das autoridades portuguesas e alemãs, tendo depois sido organizado um cortejo até ao cemitério municipal, onde foram sepultados os aviadores alemães. Durante a segunda metade da década de 1960, a igreja foi alvo de várias intervenções, durante as quais perdeu o púlpito, o cadeiral, as grades de madeira que estavam a resguardar a capela-mor, a capela do Santíssimo, e o batistério. Foi muito atingida pelo Sismo de 1969, tendo sido necessário reconstruir e modificar as abóbadas das naves laterais, parte da torre sineira, e reforçar as colunas de alvenaria entre as três naves. Devido ao avançado estado de ruína em que ficou o edifício, alegadamente chegou a avançar-se a hipótese de o demolir, ideia à qual se opôs o então Bispo do Algarve, Júlio Tavares Rebimbas.
Em 2003, a Diocese de Faro fez o inventário do património da igreja, que constava em noventa e uma peças, incluindo esculturas, pinturas, ouriversaria, paramentaria e mobiliário. Este inventário é muito inferior ao que foi feito em 1764, que contava com cerca de trezentas e quinze peças. Os itens que se conservaram foram as imagens do Senhor Morto, Virgem com o Menino, Senhor Crucificado, São Francisco de Assis, Santa Luzia, São Sebastião, e de Santo António. Em 11 de Novembro de 2017, a igreja foi palco de um espectáculo, como parte de um programa de homenagem ao Infante Dom Henrique, organizado pela Associação Terras do Infante. Em 31 de Janeiro de 2021, a Lenda das Santas Cabeças foi investigada no programa Lendas & Mistérios, do canal TVI.